# Luperodes bilineatus
Luperodes bilineatus is een keversoort uit de familie bladkevers (Chrysomelidae). De wetenschappelijke naam van de soort werd in 1923 gepubliceerd door Julius Weise.